# آلودینیا
آلودینیا یا بیش‌فعالی عصبی (به انگلیسی: Allodynia) وضعیتی است که در آن درد، ناشی از محرکی است که به‌طور معمول باعث ایجاد درد نمی‌شود. آلودینیا می‌تواند طبیعی یا نوعی اختلال عصبی باشد. به عنوان مثال، آفتاب سوختگی شدید می‌تواند باعث ایجاد آلودینیای طبیعی و موقت شود و لمس پوست یا برخورد آب سرد یا گرم با آن می‌تواند بسیار دردناک باشد. آلودینیا با هایپرآلژزی متفاوت است؛ هایپرآلژزی زمانی ایجاد می‌شود که فرد در اثر یک عامل دردناک، دردی بیش از حد معمول خود، تجربه کند. آلودینیا انواع مختلفی دارد که در هر کدام، اعصاب درد به محرک خاصی واکنش نشان می‌دهند و در صورت ادامه‌دار بودن می‌تواند باعث ایجاد درد مزمن در بخش‌های مختلف بدن شود.

## انواع و دسته‌بندی‌ها
انواع مختلفی از آلودینیا وجود دارد:
1. آلودینیا مکانیکی (به عنوان آلودینیا لمسی نیز شناخته می‌شود)
2. آلودینیا مکانیکی استاتیک - درد در پاسخ هنگام لمس
3. آلودینیا مکانیکی پویا - درد در پاسخ به نوازش خفیف
4. آلودینیا حرارتی (گرم یا سرد) - درد ناشی از دمای معمولاً خفیف
5. آلودینیا حرکتی - درد ناشی از حرکت طبیعی مفاصل یا ماهیچه‌ها

## علل
آلودینیا یک عامل بالینی در بسیاری از شرایط دردناک مانند نوروپاتی‌ها، دیابت، زونا، سندرم درد منطقه‌ای پیچیده، نورالژی پست هرپتیک، فیبرومیالژی و انواع میگرن است. آلودینیا همچنین ممکن است ناشی از تعدادی از سلول‌های بنیادی باشد که برای درمان آسیب‌های عصبی از جمله آسیب نخاعی استفاده می‌شوند.
گیرنده‌های موجود در بدن با دریافت محرک‌های مختلف درونی و برونی (از اندام‌های مختلف) و ارسال پیام به مراکز عصبیِ مرکزی، بدن را برای پاسخ به این محرک‌ها آماده و موجب حفظ هم ایستایی بدن می‌شوند. آلودینیا زمانی اتفاق می‌افتد که سیستم عصبی به صورت طبیعی کار نکند و مشکلی در نحوه ارسال و دریافت پیام‌های عصبی وجود داشته باشد. بسیاری از آسیب‌ها و شرایط مختلف می‌تواند باعث ایجاد مشکلاتی در این شبکه ارتباطی شود:
- دیابت: نوروپاتی دیابتی غالب اوقات زمانی رخ می‌دهد که رگ‌های اعصاب به دلیل قند بالای خون آسیب دیده و موجب تحریک مداوم اعصاب مجاور خود شوند.[۱۰]
- اختلالات و بیماری‌ها: بسیاری از شرایط و اختلالات بهداشتی می‌تواند منجر به آلودینیا شود، از جمله نورالژی عصب سه‌قلو (TN)، سندرم درد منطقه ای پیچیده (CRPS)، سندرم درد اسکلتی عضلانی تقویت شده (AMPS) و مولتیپل اسکلروزیس (MS).
- فیبرومیالژی: این بیماری باعث خستگی، مشکلات حافظه و درد در سراسر بدن می‌شود.
- داروها: برخی از داروهای اپیوئیدی می‌توانند شما را نسبت به درد حساس تر کنند. پزشکان این وضعیت را بیش فعالی ناشی از اپیوئید می‌نامند. همچنین برخی از داروهای شیمی درمانی که برای درمان سرطان استفاده می‌شوند ممکن منجر به آلودینیا شوند.
- سردردهای میگرنی: میگرن در ۷۰٪ مواقع همراه با آلودینیا رخ می‌دهد.
- کمبودهای تغذیه ای و رژیم غذایی: کمبود شدید ویتامین D، ویتامین B و نوشیدن بیش از حد الکل می‌تواند باعث آسیب‌های عصبی برگشت‌ناپذیری در بدن شود.
- زونا: آلودینیا می‌تواند ماه‌ها یا سال‌ها پس از از بین رفتن علائم زونا باقی بماند. این نوع درد را درد نورالژی پست هرپتیک می‌نامند.
- تروما: برخی از افراد پس از آسیب به اعصاب (مانند برش عمیق) دچار آلودینیا می‌شوند. آسیب عصبی همچنین می‌تواند ناشی از قطع عضو یا پرتودرمانی باشد.
- آسیب مغزی مواردی مانند سکته مغزی، ضربه مغزی یا تشنج نیز می‌توانند با تحریک مداوم گیرنده‌ها یا تحریک بخش‌های مرتبط با پردازش درد در مغز، دردهای مداوم و مزمن را ایجاد کنند.

## تشخیص
آزمایش‌های ساده ای برای تشخیص آلودینیا وجود دارد که به وسیله آن شدت و نوع درد را مورد بررسی قرار می دهند. از این آزمایش ها می توان به تحریک به وسیله پنبه، فشار انگشت، سوزن، محرک‌های سرد و گرم (به‌عنوان مثال غلتک‌های حرارتی فلزی با دمای ۲۰ درجه سانتی‌گراد و ۴۰ درجه سانتی‌گراد) اشاره کرد.
از تست حسی-کمی می توان برای تعیین آستانه درد (کاهش آستانه درد نشان دهنده آلودینیا) و عملکردهای محرک/پاسخ (افزایش پاسخ درد نشان دهنده هایپرآلژزی) استفاده کرد. آلوداینیای مکانیکی پویا را می توان با استفاده از پنبه یا برس ارزیابی کرد. در تست حسی-کمی از محرک‌های وزنی برای درک الگو فشار، اجسام سوزنی شکل برای درک کانون درد و یک تستر حرارتی برای میزان حساسیت به دما استفاده می‌شود.

## درمان
برای تسکین درد، درمانگران، بیماری را که باعث ایجاد آلودینیا می‌شود را درمان می‌کنند. (دیابت، فیبرومیالژی و …) اما زمانی که این بیماری، ناشی از نوروپاتی یا اختلالات عصبی باشد، از دارو درمانی و فیزیوتراپی استفاده می‌شود.

## اپیدمیولوژِی
آمار مشخصی در رابطه با میزان ابتلایان به آلودینیا وجود ندارد اما تخمین زده می‌شود، از ۱۰ درصد افرادی که مبتلا به نوعی درد نوروپاتیک هستند، ۱۵ الی ۲۰ درصد آلودینیا را نیز تجربه می‌کنند.